# Mary Elizabeth Braddon

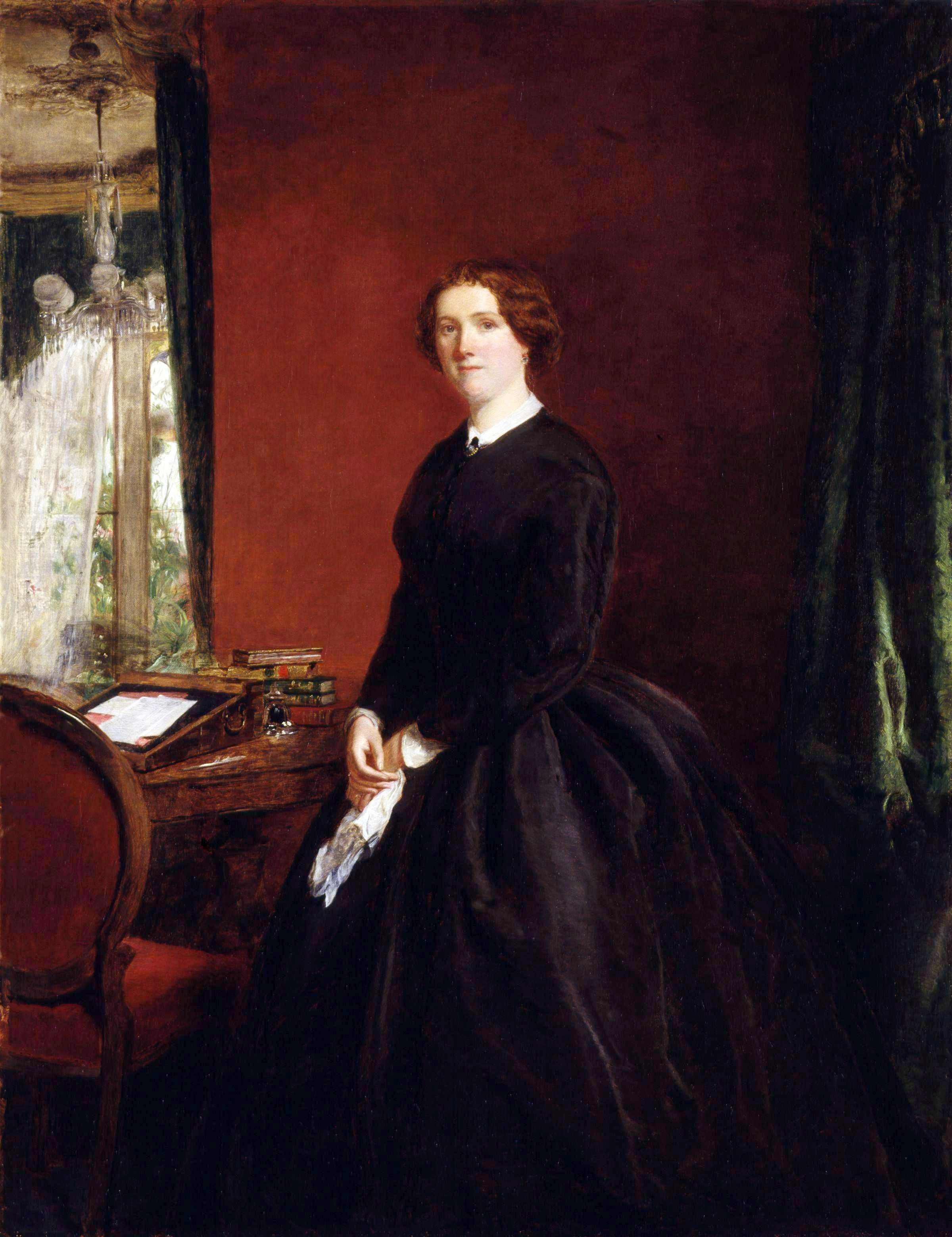
Mary Elizabeth Braddon, William Powell Frith, 1865

Mary Elizabeth Braddon (* 4. Oktober 1837 in London; † 4. Februar 1915 in Richmond upon Thames) war eine englische Schriftstellerin.

## Leben
Mary Elizabeth Braddons Eltern wurden 1840 geschieden, als sie drei Jahre alt war. Nachdem sie Privatunterricht erhalten hatte, war sie drei Jahre als Schauspielerin tätig, um ihre Mutter Fanny unterstützen zu können. Als sie 10 Jahre alt war, wanderte ihr Bruder Edward Braddon nach Indien und später nach Australien aus. 1894 wurde er Premier von Tasmanien.
1860 lernte sie den Verleger John Maxwell kennen, der mit einer geisteskranken Frau verheiratet war. Mary Elizabeth Braddon sorgte für deren fünf Kinder wie eine Mutter. Mit Maxwell hatte sie sechs Kinder, darunter den späteren Schriftsteller William Babington Maxwell (1866–1938). 1874, nach dem Tod von Mrs. Maxwell, konnte Mary Elizabeth Braddon den Verleger auch offiziell heiraten.
Mary Elizabeth Braddon war eine überaus fruchtbare Schriftstellerin. Nach ihrem Tod wurde sie auf dem Friedhof von Richmond beigesetzt.

## Rezeption
Mary Elizabeth Braddon war eine der populärsten Schriftstellerinnen des viktorianischen England. Sie war das, was man heute eine Bestsellerautorin nennt; ihr bei Weitem erfolgreichster Roman war Lady Audleys Geheimnis. Ihre Themen waren vorwiegend Kriminal- und Gespenstergeschichten, auch Gesellschafts- und Abenteuererzählungen entstammten ihrer Feder. Ihre populären Geschichten, deren Sensationseffekte im Rahmen von gut durchdachten Handlungen präsentiert wurden, nötigten auch Schriftstellerkollegen wie William Makepeace Thackeray oder George Bernard Shaw Respekt ab. Ihrem enormen Erfolg zum Trotz ist sie heute nahezu vergessen. Manche ihrer Gespenstergeschichten finden sich aber noch in einschlägigen Anthologien.

## Werke (Auswahl)
Erzählungen
- Ralph the Bailiff and other tales. Simpkin Marshall, London 1862.
- At Chrighton Abbey and other horror stories. Wildside Press, Holicong, Pa. 2002, ISBN 1-55742-331-8 (Nachdr. der Ausgabe London 1871).
  - Deutsch: Chrighton Abbey. 1987.
- The christmas hirelings. Four stories. Tauchnitz, Leipzig 1895.
  - Deutsch:  The christmas hirelings. Für den Schulgebrauch. Freytag, Leipzig 1920.

1. Text.
2. Wörterbuch.

- Good Lady Ducayne. in Strand Magazine, London 1896.
  - Deutsch: Die gute Lady Ducayne. JMB Verlag, Hannover 2022.

Kriminalromane
- The Black Band or the mysteries of midnight. The Sensation Press, Hastings 1998, ISBN 1-902580-00-1. (Nachdr. der Ausgabe London 1861)
  - Deutsch: Die schwarze Bande. Ein Roman aus der Nachtseite der modernen Gesellschaft. Berlin 1868 (4 Bände).
- Lady Audley’s Secret. Tauchnitz, Leipzig 1862 (2 Bände)
  - Deutsch: Lady Audleys Geheimnis. Ein Criminal-Roman. Dtv, München 1998, ISBN 3-423-20144-4 (übersetzt von Sylvia Oeser, Nachdr. der Ausgab Berlin 1863)
  - Deutsch: Lady Audley. Dryas Verlag, Frankfurt am Main 2018 (übersetzt von Anja Marschall)
- Aurora Floyd. Virago Modern Classics, London 1984, ISBN 0-86068-510-1 (Nachdr. der Ausgabe London 1863)
  - Deutsch: Aurora Floyd. Voigt & Günther, Leipzig 1963 (4 Bände, übersetzt von F. Seybold)
  - Deutsch: Aurora Floyd. Ein viktorianischer Krimi. Dryas Verlag, Frankfurt am Main 2018, ISBN 978-3-940855-82-4 (übersetzt von Anja Marschall)
- To the Bitter End. Maxwell, London 1873 (3 Bände)
  - Deutsch: Ans bittere Ende. Janke, Berlin 1874 (3 Bände)
- Lucius Davoren or Publicans and Sinners. Ward, Lock & Tyler, London 1873.
  - Deutsch: Lucius Davoren oder Zöllner und Sünder. Günther, Leipzig 1874.
- An Open Verdict. Tauchnitz, Leipzig 1878 (3 Bände)
  - Deutsch: Ein offenes Verdikt. Janke, Berlin 1880 (2 Bände)
- Asphodel. Tauchnitz, Leipzig 1881 (2 Bände)
  - Deutsch: Asphodel. Janke, Berlin 1882 (2 Bände in e. Bd.)
- Phantom Fortune. Tauchnitz, Leipzig 1883 (3 Bände)
- Cut by the County. Tauchnitz, Leipzig 1887.
  - Deutsch: In Acht und Bann. Engelhorn, Stuttgart 1886.
- Gerard or The World, the Flesh and the Devil. Tauchnitz, Leipzig 1891 (2 Bände)
- Rough Justice. Tauchnitz, Leipzig 1898.
- His Darling Sin. Tauchnitz, Leipzig 1899.

Romane
- The Octoroon or the lily of Louisiana. The Sensation Press, Hastings 1999, ISBN 1-902580-04-4 (Nachdr. der Ausgabe New York 1872)
- Eleanor’s Victory. Tauchnitz, Leipzig 1863 (2 Bände)
  - Deutsch: Eleanors Sieg. Voigt & Günther, Leipzig 1863 (2 Bände, übersetzt von Marie Scott)
- Henry Dunbar. The Story of an Outcast. Tauchnitz, Leipzig 1864 (2 Bände)
  - Deutsch: Henry Dunbar. Janke, Berlin 1908 (3 Bände)
- Circe. Tauchnitz, Leipzig 1867.
  - Circe oder Drei Akte aus dem Leben eines Künstlers. Janke, Berlin 1868.
- Dead-Sea Fruit. Tauchnitz, Leipzig 1868 (2 Bände)
  - Deutsch: Bittere Früchte. Janke, Berlin 1869 (3 Bände)
- Fenton’s Quest. Tauchnitz, Leipzig 1871 (2 Bände)
- Lost For Love. Maxwell, London 1874.
  - Deutsch: Geliebt und verloren. Janke, Berlin 1876 (3 Bände)
- Hostages to Fortune. Tauchnitz, Leipzig 1875 (3 Bände)
  - Deutsch: Dem Glücke ein Pfand. W. Baensch, Leipzig 1876.
- The Cloven Foot. Tauchnitz, Leipzig 1879 (3 Bände)
- Vixen. Tauchnitz, Leipzig 1879 (3 Bände)
  - Deutsch: Viola. Janke, Berlin 1887 (3 Bände)
- Ishmael. A Novel. Tauchnitz, Leipzig 1884 (3 Bände)
- Wyllard’s Weird. 1885.
  - Deutsch: Wylliards Verhängnis. Janke, Berlin 1888.
  - Deutsch: Wyllards wundersame Wege. 2020 (übersetzt von Sebastian Vogel).
- The Fatal Three.. Tauchnitz, Leipzig 1888 (2 Bände)
  - Deutsch: Vom Schicksal verfolgt. Janke, Berlin 1889 (2 Bände)
- One Life, One Love. Tauchnitz, Leipzig 1890 (2 Bände)
- Sons of Fire. Tauchnitz, Leipzig 1895 (2 Bände)
- London Pride or when the world was young. Tauchnitz, Leipzig 1896 (2 Bände)
- The Infidel. A story of the great revival. Tauchnitz, Leipzig 1900 (2 Bände)
- Dead Love Has Chains. Tauchnitz, Leipzig 1907.
- During Her Majesty’s Pleasure. Tauchnitz, Leipzig 1908.

Theaterstücke
- Griselda. 1873.

Sammlungen
- Collected stories.

## Adaptionen
Film
- Herbert Brenton (Regie): Lady Audley’s secret. USA 1912.
- Marshall Farnum (Regie): Lady Audley’s secret. USA 1915.
- Jack Denton (Regie): Lady Audley’s secret. GB 1920.
- – : Lady Audley’s secret. GB 1949.
- Wilhelm Semmelroth (Regie): Lady Audley’s Geheimnis. BRD 1978,
- Betsan Morris Evans (Regie): Lady Audley’s secret. GB 2000.

Radio
- BBC Radio 4: Lady Audley’s secret. GB 2009

Theater
- William E. Suter: Lady Audley’s secret. London 1863.
- John Brougham: Lady Audley’s secret. London 1866.
- Colin Henry Hazlewood: Lady Audley’s secret. London 1877.
- Douglas Seale: Lady Audley’s secret. London 1971.